# Eric Thill

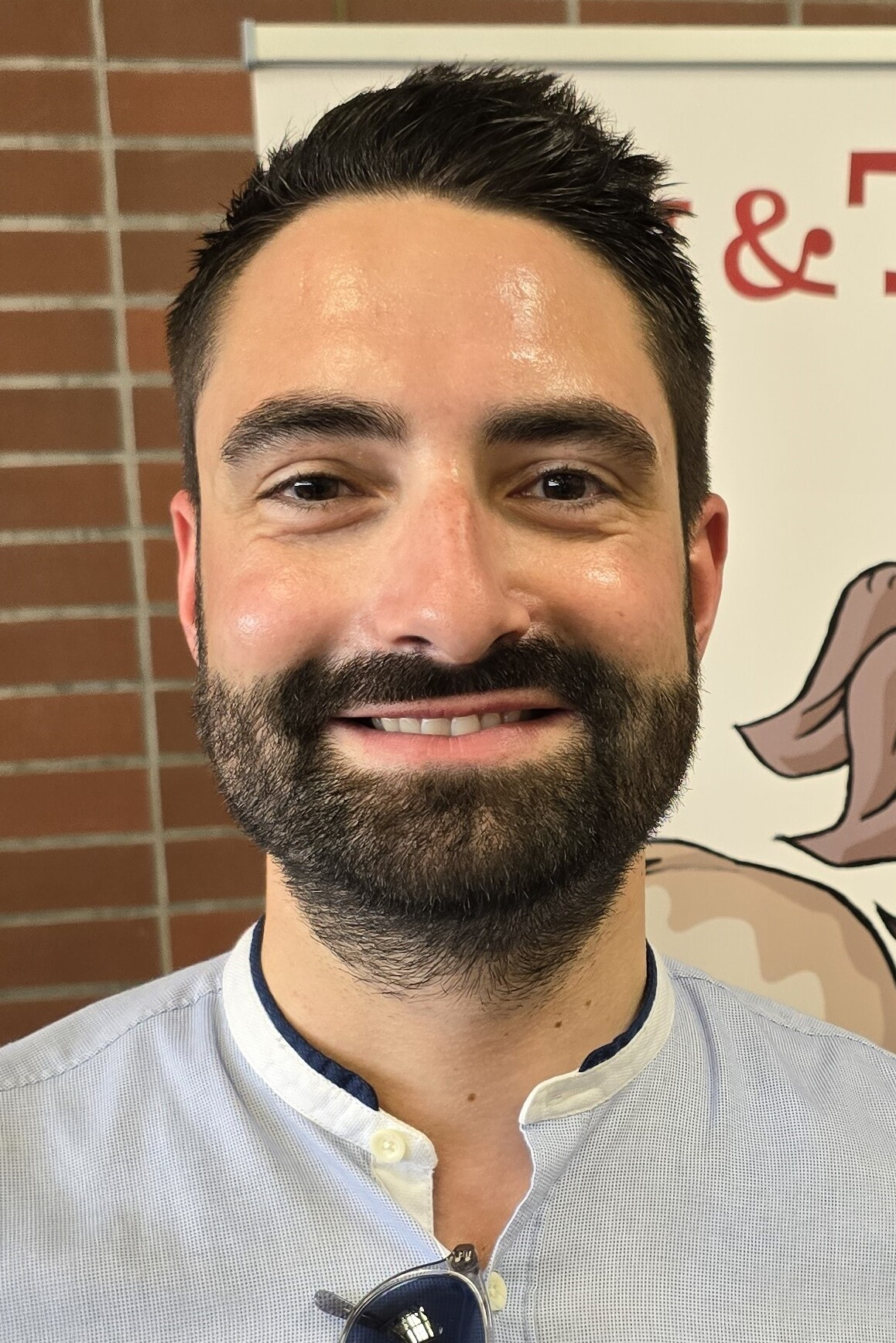
Eric Thill, 2024

Eric Thill (* 27. November 1993 in Luxemburg-Stadt) ist ein luxemburgischer Politiker (DP). Er war Bürgermeister und ist seit 2023 der amtierende Kulturminister des Großherzogtums Luxemburg.

## Leben und Wirken
Eric Thill wurde 1993 geboren. Sein Abitur machte er in Ettelbrück, studierte in Luxemburg-Stadt und hat einen Abschluss als Master of European Governance. Beruflich war er für eine Consultingfirma tätig und von 2020 bis 2023 als Berater der Fraktion der DP (Demokratische Partei). 2018 trat er der DP bei. Von November 2019 bis November 2023 war er Bürgermeister der Gemeinde Schieren im Kanton Diekirch.
Seit dem 17. November 2023 ist er Minister für Kultur und beigeordneter Minister für Tourismus im Kabinett von Premierminister Luc Frieden.